# 錫丘里蒂灣
64°51′S 63°37′W / 64.850°S 63.617°W
錫丘里蒂灣（英語：Security Bay）是南極洲的海灣，位於帕默群島的杜默島北岸，由讓-巴蒂斯特·夏古率領的法國探險隊繪入地圖，現時由南極條約體系管理。